# Caramuru (libro)
Caramuru. Poema Épico do Descobrimento da Bahia es un poema épico de fray Santa Rita Durão, escrito en 1781.

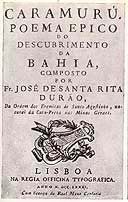
"Caramuru. Poema Épico del Descubrimiento de Bahía". Tapa de la primera edición.

Cuenta la historia de Diogo Álvares Correia, el "Caramuru", un náufrago portugués que vivió entre los tupinambás. El libro alude también a su esposa, Catarina Paraguaçu, como visionária capaz de prever las futuras guerras contra los holandeses. Los escritos siguen el estilo de Luís Vaz de Camões, utilizándose la mitología griega, sueños y previsiones, sin embargo su valor radíca en incluir numerosa información sobre los pueblos indígenas brasileños.
Además de relatar a trayectoria de Caramuru, refiere otros hechos de la historia de Brasil. Es una obra esencial para el estudio de la literatura brasileña arcadista.